# Ustad (designación)
Ustad o ustadh (abreviado Ust., Ut. o Ud.; del idioma persa استاد) es un término musulmán utilizado desde el principio del Islam para designar a una persona eminente en su profesión. El nombre era de origen no árabe, probablemente iraní, donde se utilizaba awestdd (maestro) en pahlavi, aunque referido a un oficio manual. Algunos eruditos piensan que su uso en el Andalus dio el castellano Usted pero mvarios lingüistas rechazan esta etimología.